# Johan Sigismund
Johan Sigismund (Sigismundus, Sigmundt, Sigmunt), död 27 mars 1742 i Stockholm, var en tysk gipsmakare.
Han var gift med Margareta Lund. Sigismund är tidigast känd genom ett intyg som han utfärdade 1700 där han angav att han var verksam vid Stockholms slott. Tillsammans med gipsmakaren Stras utförde han stuckaturarbeten i kungens ståndsdrabantsal. 